# Shameik Moore
Shameik Alti Moore (sinh ngày 4 tháng 5 năm 1995) là một nam diễn viên, ca sĩ, vũ công và rapper người Mỹ. Anh được biết đến với vai trò lồng tiếng cho nhân vật Miles Morales / Spider-Man trong phim điện ảnh Người Nhện: Vũ trụ mới cùng các phần tiếp theo của tác phẩm.

## Tiểu sử
Moore sinh ra ở Atlanta, Georgia. Anh theo học tại trường trung học Druid Hills. Gia đình anh gốc gác từ Jamaica.

## Sự nghiệp
Moore bắt đầu với các vai diễn nhỏ trong các chương trình truyền hình như Tyler Perry's House of Payne, Reed Between the Lines và Joyful Noise. Năm 2013, anh có vai diễn chính truyền hình đầu tiên trong loạt phim hài Incredible Crew phát sóng trên Cartoon Network, tuy nhiên loạt phim này bị hủy bỏ chỉ sau một mùa. Sau đó, anh nhận được nhiều sự chú ý với vai diễn Malcolm trong bộ phim Dope năm 2015 – công chiếu tại Liên hoan phim Sundance 2015. IndieWire đã đưa Moore vào danh sách "12 đột phá lớn của Liên hoan phim Sundance 2015" sau phần trình diễn của anh trong tác phẩm. Moore cũng là một trong năm nam chính trong loạt phim The Get Down của Netflix, được công chiếu vào năm 2016 và bị hủy bỏ vào năm 2017 sau khi ra mắt một nửa mùa. Moore lồng tiếng cho nhân vật Miles Morales / Spider-Man trong phim điện ảnh Người Nhện: Vũ trụ mới của Sony Pictures Animation, công chiếu vào tháng 12 năm 2018 và sẽ tiếp tục đảm nhiệm vai trò này cho hai phần phim tiếp nổi của tác phẩm. Kể từ năm 2019, anh vào vai nhân vật Raekwon của Gia tộc Wu-Tang trong Wu-Tang: An American Saga của Hulu.

## Danh sách đĩa nhạc

### Album phòng thu
| Tên   | Chi tiết                                                                                  |
| ----- | ----------------------------------------------------------------------------------------- |
| 30058 | - Phát hành: 15 tháng 7 năm 2015 - Label: We Music Group - Format: Tải nhạc số, streaming |

### Đĩa đơn
| Tên                                           | Năm  | Album                 |
| --------------------------------------------- | ---- | --------------------- |
| "Cautious"                                    | 2016 | Không thuộc album nào |
| "Jiggle It"                                   | 2016 | Không thuộc album nào |
| "Break the Locks" (với The Get Down Brothers) | 2017 | Không thuộc album nào |
| "Ride the Beat"                               | 2017 | Không thuộc album nào |
| "Bounce"                                      | 2018 | Không thuộc album nào |
| "Mhmm"                                        | 2020 | Không thuộc album nào |

## Danh sách phim

### Điện ảnh
| Năm  | Tên                                 | Vai                        | Ghi chú                                                             |
| ---- | ----------------------------------- | -------------------------- | ------------------------------------------------------------------- |
| 2015 | Dope                                | Malcolm Adekanbi           | Đề cử giải Critics' Choice cho Nghệ sĩ trình diễn trẻ xuất sắc nhất |
| 2018 | The Pretenders                      | Phil                       |                                                                     |
| 2018 | Người Nhện: Vũ trụ mới              | Miles Morales / Spider-Man | Lồng tiếng                                                          |
| 2019 | Hãy để tuyết rơi                    | Stuart                     |                                                                     |
| 2020 | Cut Throat City                     | Blink                      |                                                                     |
| 2021 | Silver Star                         | Buddy                      |                                                                     |
| 2023 | Người Nhện: Du hành Vũ trụ Nhện     | Miles Morales / Spider-Man | Lồng tiếng                                                          |
| 2027 | Spider-Man: Beyond the Spider-Verse | Miles Morales / Spider-Man | Lồng tiếng                                                          |

### Truyền hình
| Năm        | Tên                       | Vai               | Ghi chú                                                             |
| ---------- | ------------------------- | ----------------- | ------------------------------------------------------------------- |
| 2011       | Reed Between the Lines    | Blake             | 1 tập                                                               |
| 2013       | Incredible Crew           | Nhiều nhân vật    | Dàn diễn viên chính                                                 |
| 2016–2017  | The Get Down              | Shaolin Fantastic | Dàn diễn viên chính                                                 |
| 2017, 2018 | Wild 'N Out               | Chính anh         | Khách mời                                                           |
| 2019–nay   | Drop the Mic              | Chính anh         | Tập: "Kat Graham vs Shameik Moore / Nikki Glaser vs. Brad Williams" |
| 2019–nay   | Wu-Tang: An American Saga | Sha/Raekwon       | Nhân vật thường kỳ                                                  |